# Surita Febbraio
Surita Febbraio (née le 27 décembre 1973 à Johannesburg) est une athlète sud-africaine, spécialiste du 400 mètres haies. 

## Biographie
Finaliste (8e) des championnats du monde 2003, elle remporte la médaille d'or du 400 m haies lors des Championnats d'Afrique, à Brazzaville, dans le temps de 55 s 12. 
Son record personnel, établi le 4 avril 2003 à Pretoria, est de 54 s 04.
Elle est suspendu deux ans pour dopage, de mars 2006 à mars 2008.

### Palmarès
| Date | Compétition            | Lieu         | Résultat | Épreuve     | Temps   |
| ---- | ---------------------- | ------------ | -------- | ----------- | ------- |
| 1999 | Jeux africains         | Johannesburg | 2e       | 400 m haies | 57 s 11 |
| 2003 | Championnats du monde  | Paris        | 8e       | 400 m haies | 55 s 90 |
| 2004 | Championnats d'Afrique | Brazzaville  | 1re      | 400 m haies | 55 s 12 |

### Records
| Épreuve     | Performance | Lieu     | Date         |
| ----------- | ----------- | -------- | ------------ |
| 400 m haies | 55 s 04     | Pretoria | 4 avril 2003 |